# 🇲🇴
🇲🇴 is een Unicode vlagsequentie emoji die gebruikt wordt als regionale indicator voor Macau. De meest gebruikelijke weergave is die van de vlag van Macau, maar op sommige platforms (waaronder Microsoft Windows) ziet men de letters MO.
De vlagsequentie is opgebouwd uit de combinatie van de Regional Indicator Symbols 🇲 (U+1F1F2) en 🇴 (U+1F1F4), tezamen de ISO 3166-1 alpha-2 code MO voor Macau vormend.
Deze emoji is in 2010 geïntroduceerd met de Unicode 6.0-standaard.

## Gebruik

De landsvlag van Macau

Deze emoji wordt gebruikt als regionale aanduiding van Macau.

## Codering

De Twemoji-implementatie

### Unicode
In Unicode vindt men de 🇲🇴 met de codesequentie U+1F1F2 U+1F1F4 (hex).

### Shortcode
Er zijn shortcodes  voor 🇲🇴; in Github kan deze opgeroepen worden met :macao sar china:,  in Slack kan het karakter worden opgeroepen met de code :flag-mo:.